# Городчанка (Рославльский район)
Городчанка — деревня в Рославльском районе Смоленской области России. Входит в состав Богдановского сельского поселения. Население — 4 жителя (2007 год). 
Расположена в южной части области в 34 км к северо-востоку от Рославля, в 16 км севернее автодороги А101 Москва — Варшава («Старая Польская» или «Варшавка»), на берегу реки Десна. В 33 км юго-западнее деревни расположена железнодорожная станция Стодолище на линии Смоленск — Рославль. 

## История
В годы Великой Отечественной войны деревня была оккупирована гитлеровскими войсками в августе 1941 года, освобождена в сентябре 1943 года. 